# Скатова
Скатова — деревня в Белозерском районе Курганской области. Входит в состав Речкинского сельсовета.

## История
До 1917 года входила в состав Усть-Суерской волости Курганского уезда Тобольской губернии. По данным на 1926 год состояла из 64 хозяйств. В административном отношении входила в состав Речкинского сельсовета Белозерского района Курганского округа Уральской области.

## Население
| 1912 | 1926 | 1989 | 2002 | 2010 |
| ---- | ---- | ---- | ---- | ---- |
| 316  | ↘293 | ↘2   | ↗8   | ↘5   |

По данным переписи 1926 года в деревне проживало 283 человека (145 мужчин и 148 женщины), в том числе: русские составляли 100 % населения.